# Calpo (Einheit)
Der Calpo war auf der Insel Sardinien eine Gewichtseinheit.
Die Maßkette  dieses Handelsgewichts war 
- 1 Calpo = 10 Cantarelli = 40 Rupias = 1040 Libbre
- 1 Calpo = 422,2 Kilogramm